# Christiana, Quận Dane, Wisconsin
Christiana là một thị trấn thuộc quận Dane, tiểu bang Wisconsin, Hoa Kỳ. Năm 2010, dân số của thị trấn này là 1.202 người.